# سفارة جيبوتي في اليابان
سفارة جيبوتي في اليابان هي أرفع تمثيل دبلوماسي لدولة جيبوتي لدى اليابان. تقع السفارة في وهي تهدف لتعزيز المصالح الجيبوتية في اليابان.

## وصلات خارجية
- الموقع الرسمي
- قائمة سفارات جيبوتي
- قائمة السفارات في اليابان